# Сент-Девід (Іллінойс)
Сент-Девід (англ. St. David) — селище (англ. village) в США, в окрузі Фултон штату Іллінойс. Населення — 522 особи (2020).

## Географія
Сент-Девід розташований за координатами 40°29′31″ пн. ш. 90°3′7″ зх. д. / 40.49194° пн. ш. 90.05194° зх. д. (40.492038, -90.051971).  За даними Бюро перепису населення США в 2010 році селище мало площу 0,77 км², уся площа — суходіл.

## Демографія
Згідно з переписом 2010 року, у селищі мешкало 589 осіб у 243 домогосподарствах у складі 167 родин. Густота населення становила 760 осіб/км².  Було 271 помешкання (350/км²).
Расовий склад населення:
| - 97,3 % — білих - 0,2 % — азіатів - 1,5 % — осіб інших рас |

До двох чи більше рас належало 1,0 %. Частка іспаномовних становила 2,2 % від усіх жителів.
За віковим діапазоном населення розподілялося таким чином: 22,6 % — особи молодші 18 років, 59,7 % — особи у віці 18—64 років, 17,7 % — особи у віці 65 років та старші. Медіана віку мешканця становила 40,5 року. На 100 осіб жіночої статі у селищі припадало 103,8 чоловіків;  на 100 жінок у віці від 18 років та старших — 99,1 чоловіків також старших 18 років.
Середній дохід на одне домашнє господарство  становив 51 780 доларів США (медіана — 41 932), а середній дохід на одну сім'ю — 57 403 долари (медіана — 43 235). Медіана доходів становила 51 359 доларів для чоловіків та 28 125 доларів для жінок. За межею бідності перебувало 6,6 % осіб, у тому числі 10,0 % дітей у віці до 18 років та 2,6 % осіб у віці 65 років та старших.
Цивільне працевлаштоване населення становило 281 осіб. Основні галузі зайнятості: освіта, охорона здоров'я та соціальна допомога — 35,6 %, виробництво — 17,4 %, публічна адміністрація — 8,9 %, роздрібна торгівля — 8,5 %.